# Антим Трикийски
Антим (на гръцки: Άνθιμος, Антимос) е гръцки духовник.

## Биография
Йеромонах Антим става монах в светогорския манастир Есфигмен. През февруари 1846 година е избран за титулярен йонополски епископ и е назначен за викарий на митрополит Йероним Солунски. В 1853 година е назначен за викарен епископ на митрополит Стефан Лариски. На 13 септември 1854 година е избран за трикийски епископ. Умира в 1860 година.